# Тюрьма Содэмун
Тюрьма Содэму́н (кор. 서대문 감옥) — тюрьма, существовавшая в Сеуле в 1907—1987 годах. С 1987 года по настоящее время в здании тюрьмы расположен музей.

## Названия тюрьмы
| Годы      | Название         |
| --------- | ---------------- |
| 1907—1910 | Тюрьма Кёнсона   |
| 1910—1923 | Тюрьма Кэйдзё    |
| 1923—1945 | Тюрьма Сэйдаймон |
| 1945—1987 | Тюрьма Содэмун   |

Кёнсон и Кэйдзё (кор. 경성, яп. 京城, дословно — столичная крепость) — названия Сеула в эпоху японского правления.
Название «Содэмун» дословно переводится как «Западные ворота»: «со» (кор. 서) — «запад», «дэмун» (кор. 대문) — «большие ворота», «врата». Сами ворота, давшие название району и тюрьме, были построены в 1396 году, но в 1915 году были демонтированы японцами.

## История тюрьмы
Тюрьма  была построена в Хансоне (ныне Сеул) в период японского протектората в Корее в соответствии с меморандумом, прилагавшимся к Новому японо-корейскому договору о сотрудничестве. Строительство продолжалось с 1907 по 1908 годы; официально тюрьма была открыта 21 октября 1908 года.
Среди заключённых часть составляли уголовные преступники, а часть политические — в основном участники движения за независимость Кореи от Японии. Одной из наиболее известных заключенных колониального периода является Ю Гвансун — девушка, принимавшая участие в Движении 1 марта; она погибла в тюрьме. Ряд источников сообщают о пытках и жестоком обращении с заключенными в тюрьме.
В независимой Корее тюрьма продолжала функционировать, в частности, в 1964 году в ней полгода отсидел Ли Мён Бак, впоследствии ставший президентом Республики Корея.
В настоящее время в тюрьме работает исторический музей, в котором можно увидеть подвал, где была заключена Ю Гвансун, сторожевую башню, комнату пыток, камеры, исторические материалы и др. В зале на первом этаже на встроенном экране можно увидеть документальные кадры, повествующие об этапах постройки тюрьмы, исторических процессах, происходивших в то время в Корее. В архиве музея, расположенном здесь же, можно найти материалы, касающиеся истории Кореи соответствующего периода. В отдельном зале проводятся выставки работ художников. На втором этаже расположена историческая экспозиция. Здесь можно увидеть экспонаты, посвящённые истории движения за независимость, истории создания тюрьмы, узнать о быте заключённых тюрьмы.